# Niên biểu lịch sử Anh (1800–1899)
Bài viết này thể hiện niên biểu các sự kiện trong lịch sử Anh từ năm 1800 đến 1899. Để biết tường thuật giải thích sự phát triển tổng thể, hãy xem Lịch sử quần đảo Anh có liên quan.

## Vương quốc Anh
- 1800 ở Anh, 1800 ở England, 1800 ở Scotland, 1800 ở Wales
- 1801 ở Anh, 1801 ở England, 1801 ở Ireland, 1801 ở Scotland, 1801 ở Wales
- 1802 ở Anh, 1802 ở England, 1802 ở Ireland, 1802 ở Scotland, 1802 ở Wales
- 1803 ở Anh, 1803 ở England, 1803 ở Ireland, 1803 ở Scotland, 1803 ở Wales
- 1804 ở Anh, 1804 ở England, 1804 ở Ireland, 1804 ở Scotland, 1804 ở Wales
- 1805 ở Anh, 1805 ở England, 1805 ở Ireland, 1805 ở Scotland, 1805 ở Wales
- 1806 ở Anh, 1806 ở England, 1806 ở Ireland, 1806 ở Scotland, 1806 ở Wales
- 1807 ở Anh, 1807 ở England, 1807 ở Ireland, 1807 ở Scotland, 1807 ở Wales
- 1808 ở Anh, 1808 ở England, 1808 ở Ireland, 1808 ở Scotland, 1808 ở Wales
- 1809 ở Anh, 1809 ở England, 1809 ở Ireland, 1809 ở Scotland, 1809 ở Wales
- 1810 ở Anh, 1810 ở England, 1810 ở Ireland, 1810 ở Scotland, 1810 ở Wales
- 1811 ở Anh, 1811 ở England, 1811 ở Ireland, 1811 ở Scotland, 1811 ở Wales
- 1812 ở Anh, 1812 ở England, 1812 ở Ireland, 1812 ở Scotland, 1812 ở Wales
- 1813 ở Anh, 1813 ở England, 1813 ở Ireland, 1813 ở Scotland, 1813 ở Wales
- 1814 ở Anh, 1814 ở England, 1814 ở Ireland, 1814 ở Scotland, 1814 ở Wales
- 1815 ở Anh, 1815 ở England, 1815 ở Ireland, 1815 ở Scotland, 1815 ở Wales
- 1816 ở Anh, 1816 ở England, 1816 ở Ireland, 1816 ở Scotland, 1816 ở Wales
- 1817 ở Anh, 1817 ở England, 1817 ở Ireland, 1817 ở Scotland, 1817 ở Wales
- 1818 ở Anh, 1818 ở England, 1818 ở Ireland, 1818 ở Scotland, 1818 ở Wales
- 1819 ở Anh, 1819 ở England, 1819 ở Ireland, 1819 ở Scotland, 1819 ở Wales
- 1820 ở Anh, 1820 ở England, 1820 ở Ireland, 1820 ở Scotland, 1820 ở Wales
- 1821 ở Anh, 1821 ở England, 1821 ở Ireland, 1821 ở Scotland, 1821 ở Wales
- 1822 ở Anh, 1822 ở England, 1822 ở Ireland, 1822 ở Scotland, 1822 ở Wales
- 1823 ở Anh, 1823 ở England, 1823 ở Ireland, 1823 ở Scotland, 1823 ở Wales
- 1824 ở Anh, 1824 ở England, 1824 ở Ireland, 1824 ở Scotland, 1824 ở Wales
- 1825 ở Anh, 1825 ở England, 1825 ở Ireland, 1825 ở Scotland, 1825 ở Wales
- 1826 ở Anh, 1826 ở England, 1826 ở Ireland, 1826 ở Scotland, 1826 ở Wales
- 1827 ở Anh, 1827 ở England, 1827 ở Ireland, 1827 ở Scotland, 1827 ở Wales
- 1828 ở Anh, 1828 ở England, 1828 ở Ireland, 1828 ở Scotland, 1828 ở Wales
- 1829 ở Anh, 1829 ở England, 1829 ở Ireland, 1829 ở Scotland, 1829 ở Wales
- 1830 ở Anh, 1830 ở England, 1830 ở Ireland, 1830 ở Scotland, 1830 ở Wales
- 1831 ở Anh, 1831 ở England, 1831 ở Ireland, 1831 ở Scotland, 1831 ở Wales
- 1832 ở Anh, 1832 ở England, 1832 ở Ireland, 1832 ở Scotland, 1832 ở Wales
- 1833 ở Anh, 1833 ở England, 1833 ở Ireland, 1833 ở Scotland, 1833 ở Wales
- 1834 ở Anh, 1834 ở England, 1834 ở Ireland, 1834 ở Scotland, 1834 ở Wales
- 1835 ở Anh, 1835 ở England, 1835 ở Ireland, 1835 ở Scotland, 1835 ở Wales
- 1836 ở Anh, 1836 ở England, 1836 ở Ireland, 1836 ở Scotland, 1836 ở Wales
- 1837 ở Anh, 1837 ở England, 1837 ở Ireland, 1837 ở Scotland, 1837 ở Wales
- 1838 ở Anh, 1838 ở England, 1838 ở Ireland, 1838 ở Scotland, 1838 ở Wales
- 1839 ở Anh, 1839 ở England, 1839 ở Ireland, 1839 ở Scotland, 1839 ở Wales
- 1840 ở Anh, 1840 ở England, 1840 ở Ireland, 1840 ở Scotland, 1840 ở Wales
- 1841 ở Anh, 1841 ở England, 1841 ở Ireland, 1841 ở Scotland, 1841 ở Wales
- 1842 ở Anh, 1842 ở England, 1842 ở Ireland, 1842 ở Scotland, 1842 ở Wales
- 1843 ở Anh, 1843 ở England, 1843 ở Ireland, 1843 ở Scotland, 1843 ở Wales
- 1844 ở Anh, 1844 ở England, 1844 ở Ireland, 1844 ở Scotland, 1844 ở Wales
- 1845 ở Anh, 1845 ở England, 1845 ở Ireland, 1845 ở Scotland, 1845 ở Wales
- 1846 ở Anh, 1846 ở England, 1846 ở Ireland, 1846 ở Scotland, 1846 ở Wales
- 1847 ở Anh, 1847 ở England, 1847 ở Ireland, 1847 ở Scotland, 1847 ở Wales
- 1848 ở Anh, 1848 ở England, 1848 ở Ireland, 1848 ở Scotland, 1848 ở Wales
- 1849 ở Anh, 1849 ở England, 1849 ở Ireland, 1849 ở Scotland, 1849 ở Wales
- 1850 ở Anh, 1850 ở England, 1850 ở Ireland, 1850 ở Scotland, 1850 ở Wales
- 1851 ở Anh, 1851 ở England, 1851 ở Ireland, 1851 ở Scotland, 1851 ở Wales
- 1852 ở Anh, 1852 ở England, 1852 ở Ireland, 1852 ở Scotland, 1852 ở Wales
- 1853 ở Anh, 1853 ở England, 1853 ở Ireland, 1853 ở Scotland, 1853 ở Wales
- 1854 ở Anh, 1854 ở England, 1854 ở Ireland, 1854 ở Scotland, 1854 ở Wales
- 1855 ở Anh, 1855 ở England, 1855 ở Ireland, 1855 ở Scotland, 1855 ở Wales
- 1856 ở Anh, 1856 ở England, 1856 ở Ireland, 1856 ở Scotland, 1856 ở Wales
- 1857 ở Anh, 1857 ở England, 1857 ở Ireland, 1857 ở Scotland, 1857 ở Wales
- 1858 ở Anh, 1858 ở England, 1858 ở Ireland, 1858 ở Scotland, 1858 ở Wales
- 1859 ở Anh, 1859 ở England, 1859 ở Ireland, 1859 ở Scotland, 1859 ở Wales
- 1860 ở Anh, 1860 ở England, 1860 ở Ireland, 1860 ở Scotland, 1860 ở Wales
- 1861 ở Anh, 1861 ở England, 1861 ở Ireland, 1861 ở Scotland, 1861 ở Wales
- 1862 ở Anh, 1862 ở England, 1862 ở Ireland, 1862 ở Scotland, 1862 ở Wales
- 1863 ở Anh, 1863 ở England, 1863 ở Ireland, 1863 ở Scotland, 1863 ở Wales
- 1864 ở Anh, 1864 ở England, 1864 ở Ireland, 1864 ở Scotland, 1864 ở Wales
- 1865 ở Anh, 1865 ở England, 1865 ở Ireland, 1865 ở Scotland, 1865 ở Wales
- 1866 ở Anh, 1866 ở England, 1866 ở Ireland, 1866 ở Scotland, 1866 ở Wales
- 1867 ở Anh, 1867 ở England, 1867 ở Ireland, 1867 ở Scotland, 1867 ở Wales
- 1868 ở Anh, 1868 ở England, 1868 ở Ireland, 1868 ở Scotland, 1868 ở Wales
- 1869 ở Anh, 1869 ở England, 1869 ở Ireland, 1869 ở Scotland, 1869 ở Wales
- 1870 ở Anh, 1870 ở England, 1870 ở Ireland, 1870 ở Scotland, 1870 ở Wales
- 1871 ở Anh, 1871 ở England, 1871 ở Ireland, 1871 ở Scotland, 1871 ở Wales
- 1872 ở Anh, 1872 ở England, 1872 ở Ireland, 1872 ở Scotland, 1872 ở Wales
- 1873 ở Anh, 1873 ở England, 1873 ở Ireland, 1873 ở Scotland, 1873 ở Wales
- 1874 ở Anh, 1874 ở England, 1874 ở Ireland, 1874 ở Scotland, 1874 ở Wales
- 1875 ở Anh, 1875 ở England, 1875 ở Ireland, 1875 ở Scotland, 1875 ở Wales
- 1876 ở Anh, 1876 ở England, 1876 ở Ireland, 1876 ở Scotland, 1876 ở Wales
- 1877 ở Anh, 1877 ở England, 1877 ở Ireland, 1877 ở Scotland, 1877 ở Wales
- 1878 ở Anh, 1878 ở England, 1878 ở Ireland, 1878 ở Scotland, 1878 ở Wales
- 1879 ở Anh, 1879 ở England, 1879 ở Ireland, 1879 ở Scotland, 1879 ở Wales
- 1880 ở Anh, 1880 ở England, 1880 ở Ireland, 1880 ở Scotland, 1880 ở Wales
- 1881 ở Anh, 1881 ở England, 1881 ở Ireland, 1881 ở Scotland, 1881 ở Wales
- 1882 ở Anh, 1882 ở England, 1882 ở Ireland, 1882 ở Scotland, 1882 ở Wales
- 1883 ở Anh, 1883 ở England, 1883 ở Ireland, 1883 ở Scotland, 1883 ở Wales
- 1884 ở Anh, 1884 ở England, 1884 ở Ireland, 1884 ở Scotland, 1884 ở Wales
- 1885 ở Anh, 1885 ở England, 1885 ở Ireland, 1885 ở Scotland, 1885 ở Wales
- 1886 ở Anh, 1886 ở England, 1886 ở Ireland, 1886 ở Scotland, 1886 ở Wales
- 1887 ở Anh, 1887 ở England, 1887 ở Ireland, 1887 ở Scotland, 1887 ở Wales
- 1888 ở Anh, 1888 ở England, 1888 ở Ireland, 1888 ở Scotland, 1888 ở Wales
- 1889 ở Anh, 1889 ở England, 1889 ở Ireland, 1889 ở Scotland, 1889 ở Wales
- 1890 ở Anh, 1890 ở England, 1890 ở Ireland, 1890 ở Scotland, 1890 ở Wales
- 1891 ở Anh, 1891 ở England, 1891 ở Ireland, 1891 ở Scotland, 1891 ở Wales
- 1892 ở Anh, 1892 ở England, 1892 ở Ireland, 1892 ở Scotland, 1892 ở Wales
- 1893 ở Anh, 1893 ở England, 1893 ở Ireland, 1893 ở Scotland, 1893 ở Wales
- 1894 ở Anh, 1894 ở England, 1894 ở Ireland, 1894 ở Scotland, 1894 ở Wales
- 1895 ở Anh, 1895 ở England, 1895 ở Ireland, 1895 ở Scotland, 1895 ở Wales
- 1896 ở Anh, 1896 ở England, 1896 ở Ireland, 1896 ở Scotland, 1896 ở Wales
- 1897 ở Anh, 1897 ở England, 1897 ở Ireland, 1897 ở Scotland, 1897 ở Wales
- 1898 ở Anh, 1898 ở England, 1898 ở Ireland, 1898 ở Scotland, 1898 ở Wales
- 1899 ở Anh, 1899 ở England, 1899 ở Ireland, 1899 ở Scotland, 1899 ở Wales